# Glanzend etagemos
Glanzend etagemos (Hylocomium splendens) is een soort uit het geslacht etagemos (Hylocomium).

## Determinatie
Glanzend etagemos is een slaapmos dat losse matten vormt met een glanzende, geelachtige tot olijfgroene kleur. In de matten zijn dikwijls 'etages' te zien. De plant bereikt een hoogte van 10–20 cm. De stengels zijn twee- tot driedubbel geveerd; ze zijn opvallend oranjerode tot roodbruin en bereiken een lengte tot ± 15 cm. Op de stengels zitten parafylliën. De zijtakken zijn ingeplant in twee rijen en zijn opstijgend aan de voet en aan het einde overhangend. De scheuten ontspringen aan het midden van de rugzijde.
De bladeren zijn verspreid ingeplant, enigszins dakpansgewijs over elkaar. De bladeren aan de hoofdstengel zijn eirond tot lancetvormig, zijn overlangs gerimpeld (aan de top dwarsgerimpeld) en hebben vaak een gedraaide top. De bladeren aan de zijstengels zijn breed eirond, hebben een korte spits, zijn niet gerimpeld en hebben een omgeslagen rand. De bladrand is gezaagd. 
Glanzend etagemos kapselt van april tot mei. Het sporangium (kapsel) is eirond, zwak gekromd en bruin van kleur. De kapselsteel is 2 tot 3 cm lang en ontspruit uit de korte zijstengels. Doordat de scheuten van de opvolgende jaren boven elkaar liggen ontstaat etagebouw (vandaar de naam).

## Ecologie
Glanzend etagemos groeit op kalkarme leem- en zandgronden. De soort wordt vooral aangetroffen op hellingen en steilkanten (met een noordexpositie) in heideterreinen en de kalkarme duinen. Ook in naaldstruwelen, open naaldbossen en langs bosranden wordt glanzend etagemos aangetroffen. In hooggebergten vormt de soort vaak zeer omvangrijke matten die de moslaag domineren. De soort ontbreekt op klei en veen zo goed als volledig.

### Syntaxonomie
In de syntaxonomie staat glanzend etagemos te boek als kensoort voor het verbond van droge, kalkrijke duingraslanden (Polygalo-Koelerion), een groep van plantengemeenschappen van soortenrijke droge graslanden op kalk- en voedselrijke zeeduinen.

## Verspreiding
Het verspreidingsgebied van glanzend etagemos strekt zich uit over het noordelijk halfrond, Europa, een groot deel van Azië, Afrika, Noord-Amerika en zelfs Nieuw-Zeeland in enkele plekken door het land. In Nederland is de soort vrij algemeen. Het is niet bedreigd en staat niet op de Nederlandse Rode Lijst.